# 박민정 (배우)
박민정(1982년 3월 12일 ~ )은 대한민국의 배우이다.

## 학력
- 안양예술고등학교
- 한국예술종합학교 연극원 연기 (석사)

## 출연 작품

### 드라마
| 연도 | 방송     | 제목                         | 역할          | 비고 |
| ---- | -------- | ---------------------------- | ------------- | ---- |
| 2005 | KBS2     | 황금사과                     |               |      |
| 2012 | SBS      | 대풍수                       | 인영          |      |
| 2015 | SBS      | 육룡이 나르샤                | 흑첩선화      |      |
| 2015 | SBS      | 마을 - 아치아라의 비밀       | 서기현의 비서 |      |
| 2016 | tvN      | 기억                         |               |      |
| 2016 | SBS      | 낭만닥터 김사부              |               |      |
| 2018 | tvN      | 무법 변호사                  | 유경진        |      |
| 2018 | tvN      | 하늘에서 내리는 일억 개의 별 | 황선화 대표   |      |
| 2019 | KBS2     | 조선로코 - 녹두전            | 중전          |      |
| 2020 | SBS      | 아무도 모른다                | 배선아        |      |
| 2022 | OCN      | 우월한 하루                  | 추선우        |      |
| 2023 | 넷플릭스 | 사냥개들                     | 임 마담       |      |

### 영화
- 2006년 《내 청춘에게 고함》... 탱고를 추는 사람들 역
- 2008년 《마지막 선물》... 술집여자 1역
- 2009년 《비상》... 내연녀 역
- 2012년 《후궁: 제왕의 첩》 ... 중전 역
- 2016년 《리얼》 ... 개인병실 간호사 역
- 2016년 《여곡성》... 한씨 역
- 2018년 《덕구》 ... 안산집주인 역
- 2024년 《당신이 잠든 사이》 ... 여영미 역

### 단편 영화
- 2009년 《몽실 언니》
- 2017년 《미행》

### 뮤지컬
- 2004년 《거울공주 평강이야기》
- 2019년 《그날들 - 대전》

## 경력
- 극단 공연배달서비스 간다 단원

## 수상
- 2005년 밀양예술축제 여자연기상